# Pygidium (Anneliden)

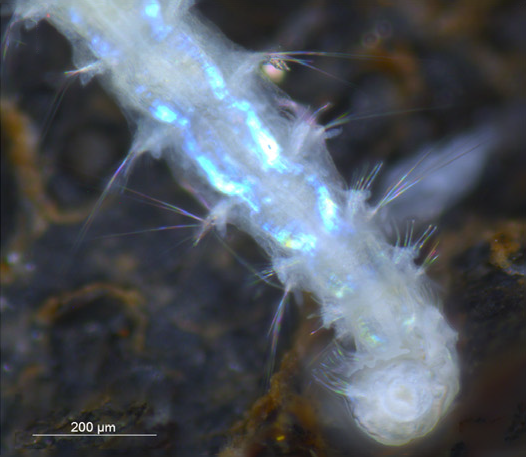
Körperende des Vielborsters Laubieriellus cacatua

Das Pygidium ist der letzte Körperabschnitt von Ringelwürmern (Anneliden), vor dem die Bildungszone für neue Körpersegmente und an dessen Vorderende oder von diesem umgeben der Anus liegt. Das Pygidium kann, wie beim Regenwurm sehr einfach gebaut sein, bei marinen Formen aber auch verschiedene lappen- oder tentakelartige Anhänge, Haftscheiben oder Augen
tragen. Bei Egeln ist die Zahl der Körpersegmente begrenzt und es sind weder Bildungszone noch Pygidium ausgebildet, der Körper endet mit dem hinteren Saugnapf.
Klassisch wird es ebenso wie der Körperanfang (Prostomium) nicht als eigenes Segment interpretiert, genauere anatomische Untersuchungen an dem Vielborster Platynereis dumerilii haben aber einen Aufbau insbesondere des Nervensystems, Blugefäßsystems und des Coelomaufbaus gefunden, die auf eine Homologie zu den Körpersegmenten hinweisen.

## Nachweise
1. ↑  Dian-Han Kuo, Yi-Te Lai: On the origin of leeches by evolution of development. In: Develop. Growth Differ. Band 61, 2019, S. 43–57, doi:10.1111/dgd.12573 (wiley.com).
2. ↑  V. Starunov et al.: A metameric origin for the annelid pygidium? In: BMC Evolutionary Biology. 2015, doi:10.1186/s12862-015-0299-z (biomedcentral.com).